# Оаро Катерина Володимирівна
Катерина Володимирівна Оаро́ (біл. Кацярына Уладзіміраўна Ааро́; фр. Hoarau), також відома як Оаро (нар. 4 вересня 1986, Одеса, Одеська область, УРСР, СРСР) — білоруська прозаїкиня.

## Біографія
Народившись в Одесі, майже відразу сім'я переїхала до Ялти, де Катерина прожила 7 років і пішла до школи. У 1993 році разом з батьками переїхала до Білорусі в Івацевичі, що у Берестейській області, де закінчила школу та ліцей.
Навчалася на факультеті журналістики Білоруського державного університету, закінчила літературне, філософське та публіцистичне відділення Білоруського Колегіуму. У 2008–2013 роках навчалася в Літературному інституті імені Максима Горького у Москві на кафедрі прози, який закінчила з відзнакою. Працювала журналісткою у різних виданнях та на радіо, вчителькою російської мови та літератури. Вела дитячу творчу студію з літератури та журналістики.
З 2013 року вона мешкає в місті Лілль на півночі Франції.

## Творчість
У 2013 році видала в серії «Пункт адліку» СБП дебютну книгу «Сарочае радыё. Лісты падзякі».

## Визнання
- Лауреат премії «Дебют» (2014) за книгу «Сарочае радыё»;
- Лонглист літературної премії імені Єжи Ґедройця (2013).